# Plocealauda
Genre
Plocealauda est un genre d'oiseaux de la famille des Alaudidae.

## Liste d'espèces
Selon la classification de référence du Congrès ornithologique international (15.1, 2025) (ordre phylogénique) :
- Plocealauda microptera (Hume, 1873) – Alouette de Birmanie
- Plocealauda erythrocephala (Salvadori & Giglioli, 1885) – Alouette d'Indochine
- Plocealauda affinis (Blyth, 1845) – Alouette de Jerdon
- Plocealauda erythroptera (Blyth, 1845) – Alouette à ailes rousses
- Plocealauda assamica (Horsfield, 1840) – Alouette du Siam - espèce type[2]

## Systématique
Le nom valide complet (avec auteur) de ce taxon est Plocealauda Alström (d), Mohammadi (d), Enbody (d), Irestedt (d), Engelbrecht (d), Crochet (d), Guillaumet (d), Rancilhac (d), Tieleman (d), Olsson (d), Donald (d) & Stervander (d), 2023,.
Pour certaines sources, comme GBIF, IRMNG et The Taxonomicon, ce genre est à attribuer à Gray en 1844. Toutefois IRMNG précise qu'il s'agit d'un genre invalide (nomen nudum). C'est ce qu'indique également Per Alström et son équipe dans leur publication de 2023 tout en précisant que pour éviter l'inflation des noms génériques ils ont repris ce nom dès lors disponible.

### Publication originale
- (en) Per Alström, Zeinolabedin Mohammadi, Erik D. Enbody, Martin Irestedt, Derek Engelbrecht, Pierre-André Crochet, Alban Guillaumet, Loïs Rancilhac, B. Irene Tieleman, Urban Olsson, Paul F. Donald et Martin Stervander, « Systematics of the avian family Alaudidae using multilocus and genomic data », Avian Research, Chine, vol. 14, no 100095,‎ 21 mars 2023, p. 1-16 (ISSN 2055-6187, DOI 10.1016/j.avrs.2023.100095, lire en ligne, consulté le 14 mars 2025).